# Megachile mendanae
Megachile mendanae är en biart som beskrevs av Cockerell 1911. Megachile mendanae ingår i släktet tapetserarbin, och familjen buksamlarbin. Inga underarter finns listade i Catalogue of Life.